# Langrisser
Langrisser is een serie van tactische rollenspellen die zijn ontwikkeld door Masaya Games en Career Soft, en uitgegeven door Nippon Computer Systems en Extreme Games.
De spelserie startte in 1987 met de Elthlead-trilogie. Het was het eerste strategiespel dat zich afspeelt in een fantasiewereld. De serie veranderde vanaf 1991 van naam naar Langrisser.

## Gameplay
Langrisser-spellen zijn verdeeld in verschillende scenarios, waarbij elk een deel van het verhaal vertelt via gevechten. De spelserie verschilde van andere tactische RPG's in die tijd door haar gevechten op een grotere schaal. De speler neemt de besturing over 30 eenheden tegelijkertijd, in een strijd tegen hordes vijanden.
Het gevechtssysteem draait om commandanten die op de kaart worden geplaatst, waarbij eenheden rondom worden verzameld. Een gevecht vindt altijd beurtelings plaats. De klasse van elke commandant bepaalt het bereik van zijn gebied. Ook zijn bepaalde klassen vechters in het voordeel tegen andere strijders, maar in het nadeel tegen andere typen. Bijvoorbeeld, soldaten zijn sterker tegen piekeniers maar zwakker tegen cavalerie. Cavalerie is sterk tegen soldaten maar zwak tegen piekeniers.

## Spellen in de reeks

### Elthlead-serie
- Elthlead (1987, PC-8801, X1, MSX2, X68000)
- Crest of Gaia (1988, PC-8801, X1, MSX2, X68000)
- Guyframe (1990, PC-8801, X1, PC-Engine)

### Hoofdserie
| Jaar | Titel                                | Platforms                                 |
| ---- | ------------------------------------ | ----------------------------------------- |
| 1991 | Langrisser: The Descendants of Light | Mega Drive, PC Engine, Windows            |
| 1994 | Langrisser II                        | Mega Drive, Super Famicom, PC-FX, Windows |
| 1996 | Langrisser III                       | Saturn, Windows, PlayStation 2            |
| 1997 | Langrisser IV                        | Saturn                                    |
| 1998 | Langrisser V: The End of Legend      | Saturn                                    |
| 2019 | Langrisser Mobile                    | Android, iOS                              |

### Zijserie
- Langrisser Millennium (1999, Dreamcast, Windows)
- Langrisser Millennium: The Last Century (2000, WonderSwan)
- Langrisser Tri-Swords (2012, Windows)
- Langrisser Re:Incarnation Tensei (2015, Nintendo 3DS)